# Tony Leung Ka-Fai

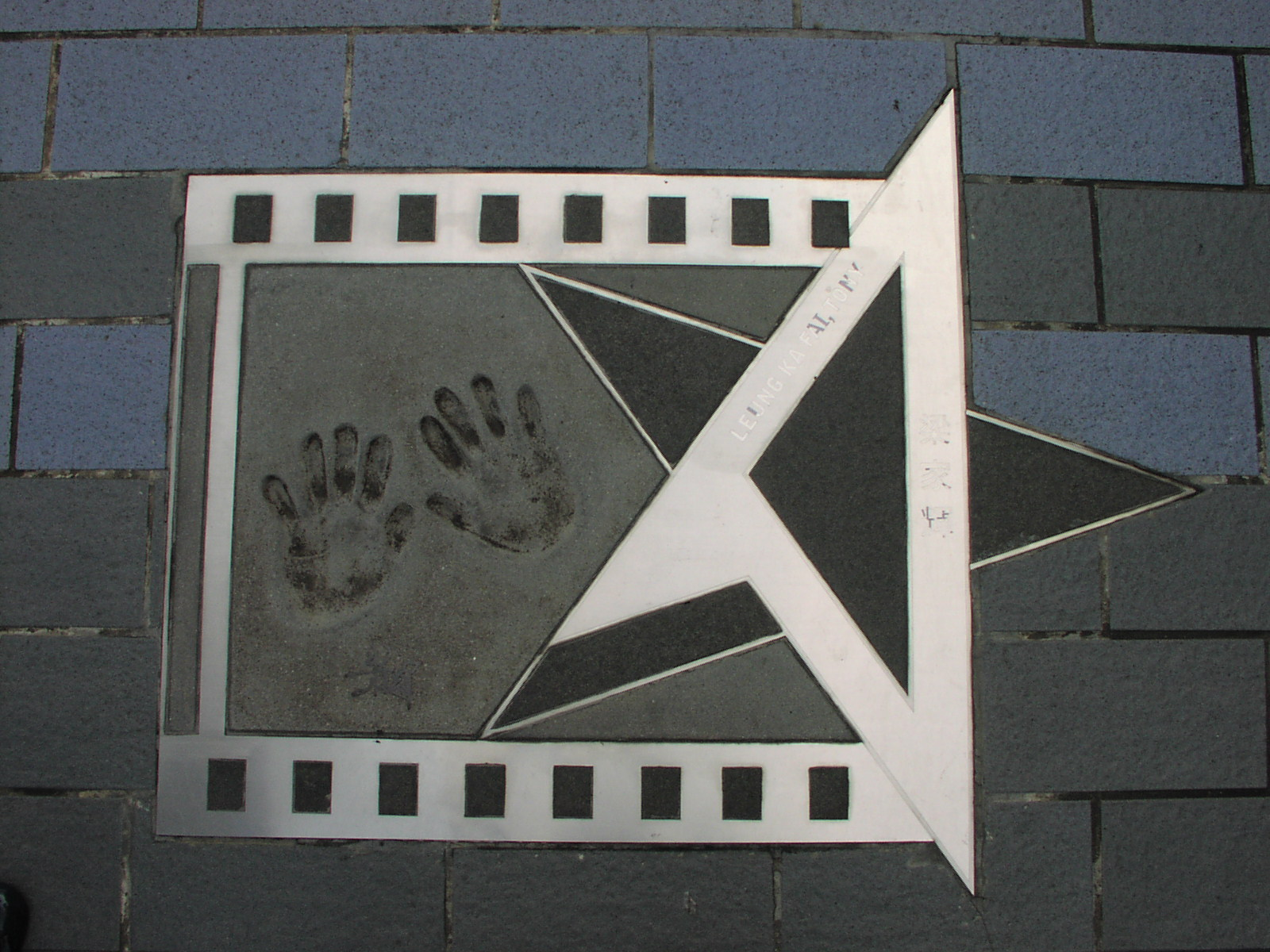
Impronte di Leung Ka Fai, Avenue of Stars, Hong Kong

Tony Leung Ka-Fai (梁家輝T, 梁家辉S; Hong Kong, 1º febbraio 1958) è un attore cinese, tra i più conosciuti in patria.

## Biografia
Leung è nell'industria cinematografica dal 1983, quando ha interpretato The Burning of Imperial Palace, ricoprendo il ruolo dell'imperatore Xianfeng. Ha recitato con Chow Yun-fat in tre film: Prison on Fire (1987), A Better Tomorrow III (1989), God of Gambler's Return (1994). Ha raggiunto il vero successo, anche internazionale, con un ruolo nel film francese L'amante (1992) di Jean-Jacques Annaud.
Successivamente è apparso in Double Vision (2002), con David Morse, The Myth (2005) e Everlasting Regret (2005). Per distinguerlo dall'attore Tony Leung Chiu-Wai, a Hong Kong ha il soprannome di "Big Tony".

## Filmografia parziale
- A Better Tomorrow III (Ying hung boon sik III jik yeung ji gor), regia di Tsui Hark (1989)
- L'amante (L'Amant), regia di Jean-Jacques Annaud (1992)
- Tiānshàng rénjiān, regia di Yu Lik-wai (1999) - anche produttore
- Dumplings, episodio di Three... Extremes (Sam gang yi), regia di Fruit Chan (2004)
- Election (Hak se wui), regia di Johnnie To (2005)
- Detective Dee e il mistero della fiamma fantasma (Di Renjie zhi tongtian diguo), regia di Tsui Hark (2010)
- Bruce Lee (Li Xiao Long), regia di Raymond Yip e Manfred Wong (2010)
- Tai Chi 0, regia di Stephen Fung (2012)
- Cold War, regia di Longman Leung e Sunny Luk (2012)
- Tiger Mountain 3D, regia di Tsui Hark (2014)